# Areiópolis
Areiópolis est une municipalité brésilienne de l'État de São Paulo et la Microrégion de Bauru.

## Démographie
| Évolution de la population (municipalité) | Évolution de la population (municipalité) | Évolution de la population (municipalité) | Évolution de la population (municipalité) |
| Année                                     | Population                                |                                           | %±                                        |
| ----------------------------------------- | ----------------------------------------- | ----------------------------------------- | ----------------------------------------- |
| 1960                                      | 5 368                                     |                                           | —                                         |
| 1970                                      | 5 725                                     |                                           | 6,7%                                      |
| 1980                                      | 6 765                                     |                                           | 18,2%                                     |
| 1991                                      | 9 991                                     |                                           | 47,7%                                     |
| 2000                                      | 10 296                                    |                                           | 3,1%                                      |
| 2010                                      | 10 579                                    |                                           | 2,7%                                      |
| 2022                                      | 10 130                                    |                                           | −4,2%                                     |
| ,                                         |                                           |                                           |                                           |